# (11583) Breuer
(11583) Breuer (1994 PZ28) – planetoida z grupy pasa głównego asteroid okrążająca Słońce w ciągu 5,16 lat w średniej odległości 2,98 j.a. Odkryta 12 sierpnia 1994 roku.